# KZ Auschwitz III Monowitz

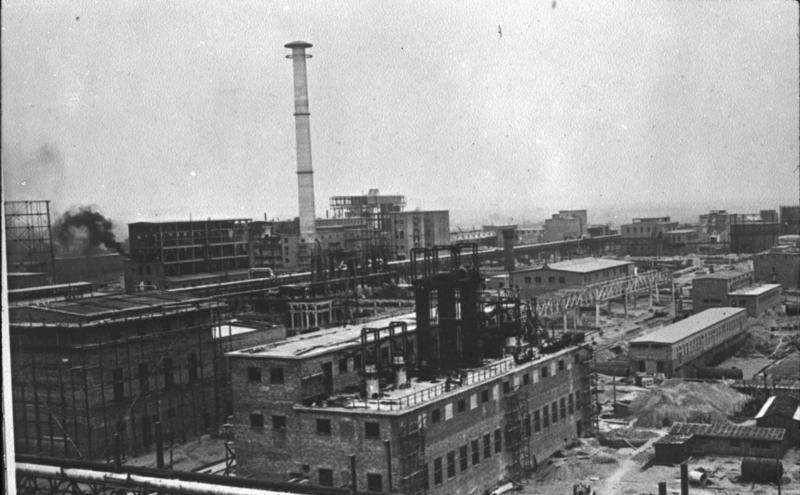
I.G. Farben, Werke Monowitz, 1941

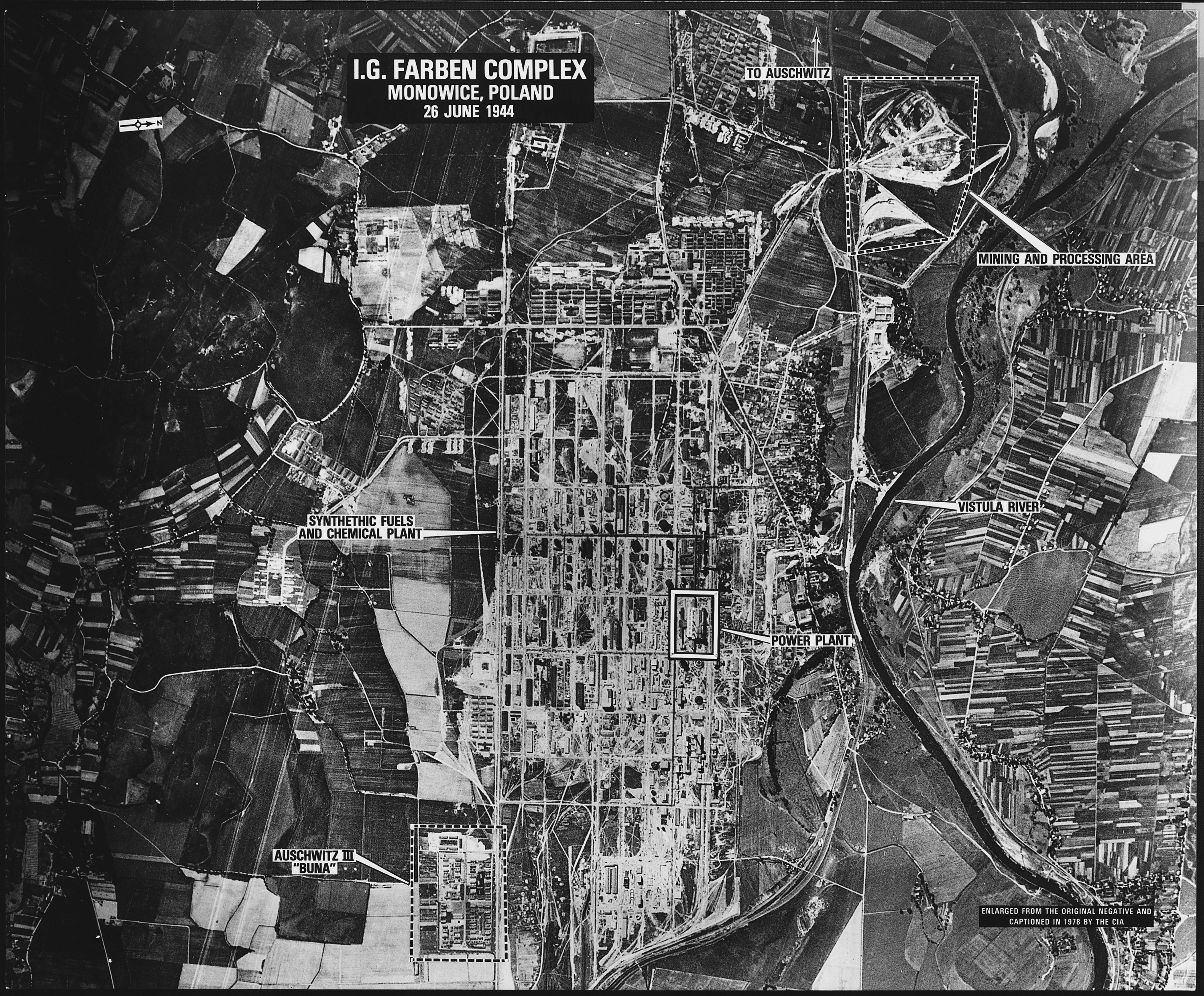
Luftaufnahme der South African Air Force vom 26. Juni 1944

Das Konzentrationslager Auschwitz III oder Konzentrationslager Monowitz im Ort Monowice (deutsch Monowitz) bei Oświęcim (dt. Auschwitz) war ein Konzentrationslager für verschiedene Industrieansiedlungen im deutsch besetzten Südpolen während des Zweiten Weltkrieges. Abkürzungen waren K.L. bzw. KZ Auschwitz III oder K.L. bzw. KZ Monowitz. Es lag etwa 60 km westlich von Kraków (Krakau) und sechs Kilometer östlich vom KZ-Stammlager Auschwitz I entfernt angrenzend an das Gelände der Buna-Werke der I.G. Farben AG. Das Konzentrationslager wurde zunächst „Lager Buna“, dann „Arbeitslager Monowitz“ (nur dem Namen nach) genannt, seit November 1943 wurde es als „Konzentrationslager Auschwitz III“ geführt. Auschwitz II war das ebenfalls westlich davon liegende, als Vernichtungslager betriebene Konzentrationslager Auschwitz-Birkenau. Erst Ende 1944 erhielt es im Rahmen der SS-Verwaltung mit der Bezeichnung „Konzentrationslager Monowitz“ und der Unterordnung von Außenlagern eine gewisse Eigenständigkeit in dem Lagerkomplex Auschwitz.

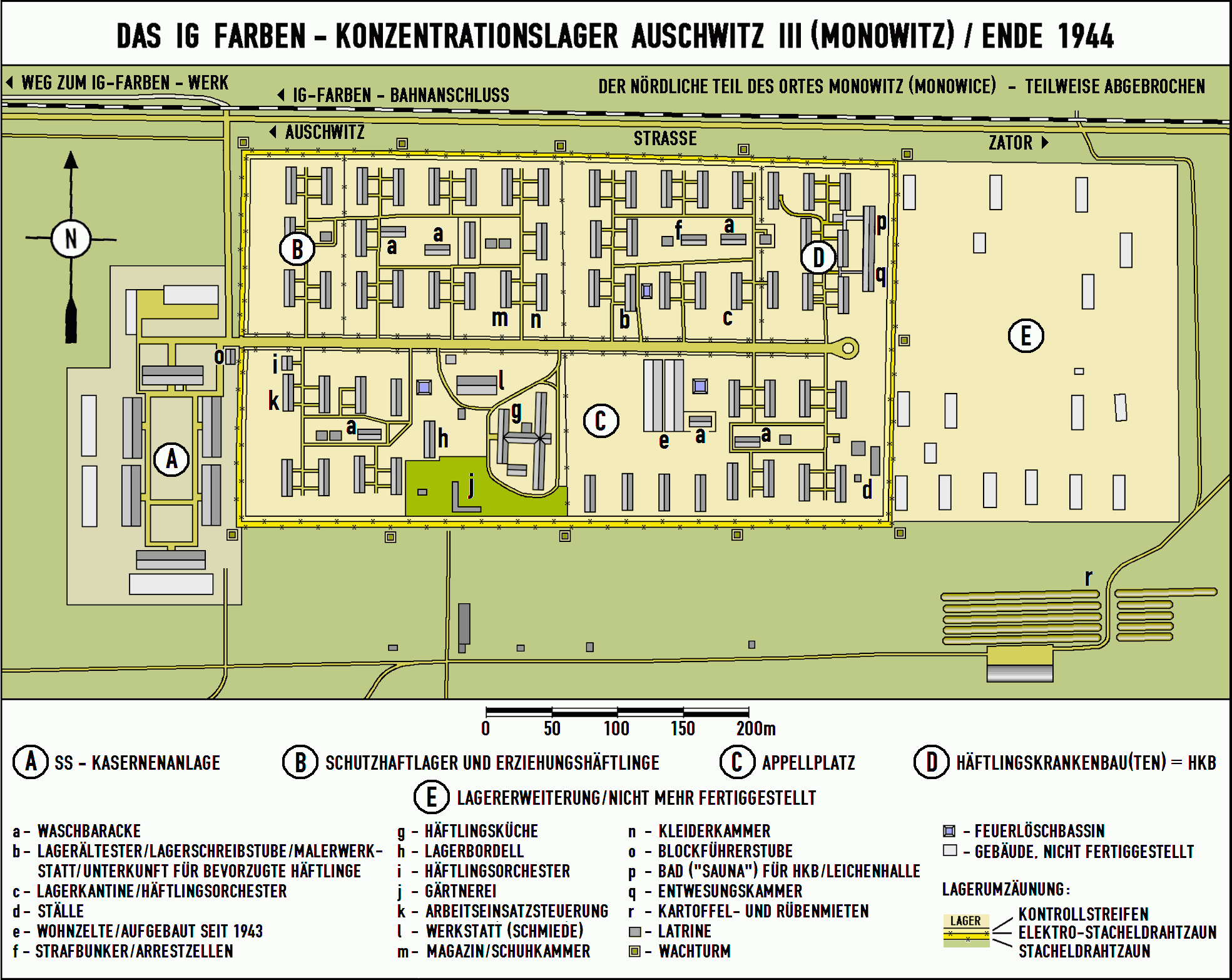
KZ Auschwitz III

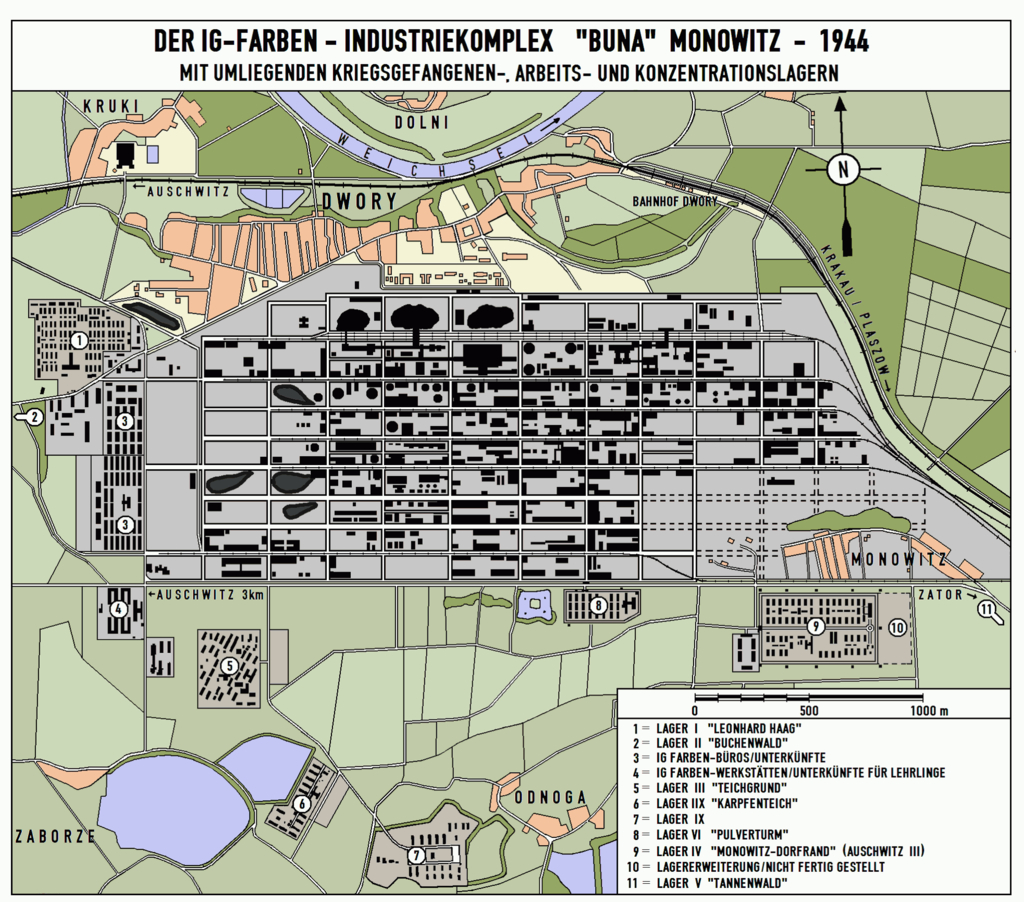
I.G.-Farben-Industriekomplex Buna / Das KZ Monowitz rechts unten Nr. 9

Lage des KZ Monowitz, der beiden anderen KZ und des SS-Interessengebiets

Buna war das erste von einem privaten Industrieunternehmen geplante und finanzierte Konzentrationslager, das ausschließlich für die Zwangsarbeit von KZ-Häftlingen vorgesehen war.

## Vorgeschichte
Mitte 1929 scheiterte der Plan der I.G. Farben, eine Großversuchsanlage für die Herstellung des synthetischen Kautschuks (Buna) einzurichten, weil der Weltmarktpreis für Naturkautschuk einen Tiefstand erreichte. Erst wegen der Autarkiebestrebungen der Nationalsozialisten und durch eine preislich festgelegte Abnahmegarantie der Wehrmacht abgesichert, begann die I.G. Farben 1936 in Schkopau mit dem Bau der Buna-Werke, einer Versuchsfabrik. Im Rahmen des Vierjahresplanes sollten drei weitere große Buna-Werke entstehen. Als der Zweite Weltkrieg begann, produzierte nur die Fabrik in Schkopau, während die Produktion in Hüls bei Marl erst anlief. Im November 1940 wurde zwischen Reichsbehörden mit Unterstaatssekretär Hermann von Hanneken als Verhandlungsführer und Repräsentant des Reichswirtschaftsministeriums und der I.G. Farben eine dritte Fabrik in Ludwigshafen am Rhein genehmigt und der Bau eines „Ostwerks in Schlesien“ vereinbart. Das Reichswirtschaftsministerium unterstützte dabei von Beginn an die Idee einer Fabrikansiedlung in den eingegliederten Ostgebieten, da diese nach dem Willen der Reichsregierung nicht nur im territorialen, sondern auch im wirtschaftlichen und demographischen Sinne ein integraler Bestandteil des Reiches werden sollten.

## Standortfrage
Am 6. Februar 1941 fanden drei Besprechungen zur Entscheidungsfindung der Standortfrage statt. Von Seiten der I.G. Farben nahmen der stellvertretende Leiter des Hauptwerkes in Ludwigshafen Otto Ambros, der Aufsichtsratsvorsitzende Carl Krauch und der Vorsitzende des „Technischen Ausschusses“ (TEA) Fritz ter Meer an den Verhandlungen mit dem Reichswirtschaftsministerium teil, das durch Ministerialdirigent Botho Mulert und Ministerialrat Römer vertreten war.
Auf der dritten Sitzung des Tages äußerten sich die I.G.-Farben-Vertreter zu den Vor- und Nachteilen eines möglichen Standortes in Auschwitz. Galt für das Industrieunternehmen zunächst die Ortschaft Rattwitz (poln. Ratowice) im damaligen Landkreis Ohlau in Niederschlesien ebenfalls als ein geeigneter Kandidat, so bot sich jedoch das Gebiet um das Dorf Monowice bei Auschwitz als bessere Alternative an. Dafür sprachen laut ter Meer und Ambros eine gute Eisenbahnanbindung, drei nahe gelegene Kohlegruben, Kalkvorkommen und eine ausreichende Wasserspeisung durch die Flüsse Soła und Weichsel. Negativ fielen jedoch, so Ambros, der lokale Facharbeitermangel ins Gewicht als auch die Tatsache, dass sich deutsche Arbeiter nur ungern in die Gegend versetzen ließen.
Am 26. Februar 1941 verfügte Heinrich Himmler, dass 4000 Juden aus der Stadt Auschwitz auszusiedeln und ihre Wohnungen für Bauarbeiter bereitzustellen seien. Das Bauvorhaben der Buna-Werke sei durch Gefangene aus dem Konzentrationslager in jedem nur möglichen Umfang zu unterstützen. Weiterhin sollten in Auschwitz ansässige Polen bleiben dürfen, sofern ihre Arbeitskraft im neuen Werk benötigt werden sollte.
Die Aussicht auf eine ausreichende Anzahl von Arbeitskräften war am Standort Monowitz vielversprechend. Die geringen Lohnkosten waren offenbar kein wesentlicher Gesichtspunkt bei der Entscheidung, denn man ging von vergleichsweise geringer Arbeitsleistung aus.

## Investitionen und Produktionsplanung
Nur widerstrebend hatte sich die I.G. Farben bereitgefunden, ein neues Buna-Werk in Schlesien zu errichten. Eine Erweiterung der drei anderen Werke hätte bei gleicher Produktion weniger Kosten verursacht. Bewilligt wurde eine Gesamtinvestition von 400 Millionen Reichsmark (RM). Für ihren Wunsch, ein wichtiges Werk im „luftsicheren“ Gebiet zu realisieren, subventionierte die Regierung den Bau durch einen höheren Garantiepreis und Sonderabschreibungen, die fast 50 % der Kosten aufwogen. Die realen Ausgaben beliefen sich dann in der ersten Zeit auf über 500 Millionen RM. Letztendlich belief sich die Investition der IG Farben in die neue Fabrikanlage auf 700 Millionen RM.
Am 19. und 24. März 1941 entschied der TEA über die technische Ausrichtung des neuen Werkes und dessen Produktionsvolumen. Zunächst war die Errichtung von zwei Fabriken geplant:
1. Das Bunawerk, das auch „Buna IV“ genannt wurde, sollte die Produktionsstätte für den auf Styrolbasis hergestellten Synthesekautschuk „Buna-S“ werden. Dabei wurde von einem jährlichen Produktionsvolumen von 30.000 t Kautschuk ausgegangen.
2. In einem Treibstoffwerk sollten 75.000 t Benzin pro Jahr aus Steinkohle gewonnen werden. Dabei sollte das von der I.G. Farben übernommene Außenlager KZ Fürstengrube als Grundlage für die Steinkohlegewinnung dienen. Die Anlage sollte derart konzipiert werden, dass sie nach Kriegsende für die Herstellung anderer Produkte wie Propanol, Methanol und andere Alkohole und Treibstoffe genutzt werden konnte.
Am 25. April 1941 segnete der Konzernvorstand die Beschlüsse des TEA ab.

## I.G. Auschwitz
Wenige Tage nach den ersten Baubesprechungen wurde am 7. April 1941 die „I. G. Auschwitz“ mit Sitz in Kattowitz gegründet. Unter der Leitung der I.G.-Farben-Vorstandsmitglieder Ambros und Heinrich Bütefisch wurden mit den zentralen Planungsaufgaben zum Bau des neuen Werkes Walther Dürrfeld, Camill Santo und Erich Mach vom Ludwigshafener Werk beauftragt. Mit den ersten Bauarbeiten wurde umgehend im gleichen Monat begonnen.
Innerhalb der firmeninternen Hierarchie kristallisierte sich nach einem Jahr eine Organisationsstruktur heraus, in der Walther Dürrfeld, zunächst lediglich für das Bunawerk zuständig, zum eigentlichen Betriebsführer avancierte. Im Laufe des Jahres wurde die Führungsposition Dürrfelds auch durch den Hauptbetriebsführer der I.G. Farben Christian Schneider offiziell bestätigt. Die Firmenstruktur der „I. G. Auschwitz“ stellte sich dar wie folgt:
| Betriebsführer I. G. Auschwitz   | Otto Ambros     |
| Stellvertretender Betriebsführer | Walter Dürrfeld |

| Abteilung 1: Treibstoffwerk | Karl Braus      |
| Abteilung 2: Kunstkautschuk | Kurt Eisfeld    |
| Bau-Kommission              | Max Faust       |
| Personalabteilung           | Martin Rossbach |
| Unterkunftsbeschaffung      | Paul Reinhold   |

## Zusammenarbeit von I.G. und SS

Logo der I.G. Farben

Noch im März 1941 einigte man sich auf eine Zusammenarbeit zwischen I.G. Farben und SS. Es kam zu einem Tauschgeschäft, bei dem die I.G. Farben Baumaterial aus ihrem Kontingent an Zement, Eisen und Holz zum Ausbau des Stammlagers Auschwitz abzweigte und im Gegenzug von der SS Arbeitskräfte bekam. Zunächst waren 1000 Häftlinge zugesagt, für 1942 sollten 3000 Häftlinge bereitgestellt werden.
Als Arbeitszeit wurden mindestens zehn Stunden im Sommer und neun Stunden im Winter vereinbart. Für jeden Facharbeiter zahlte die „I.G. Farbenindustrie A.G. Werk Auschwitz“, so die offizielle Bezeichnung des Werks seit Mai 1941, täglich vier Reichsmark an die SS, für Hilfsarbeiter waren drei Reichsmark zu entrichten. Alle Kosten für Verpflegung und Transport zur Baustelle übernahm die SS.
Durch Selektionen sorgte die SS für den Austausch geschwächter oder kranker Häftlinge, die nicht mehr (dauerhaft oder vorübergehend) arbeitsfähig zu sein schienen. Dies war die wichtigste Aufgabe der so genannten Lagerärzte.
Siehe auch: Artikel über den Prozess gegen den SS-Arzt Horst Fischer im Jahr 1966.

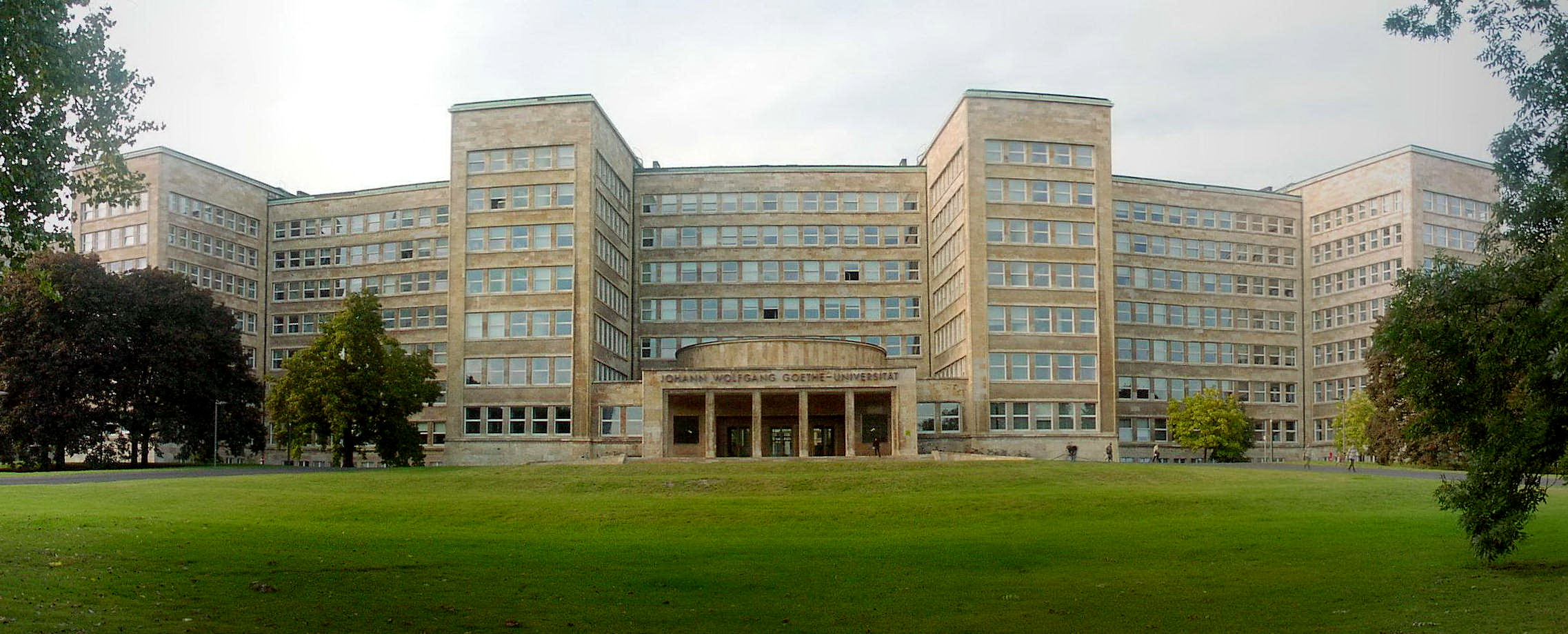
Hauptsitz der I.G. Farben in Frankfurt am Main

## Lager Buna

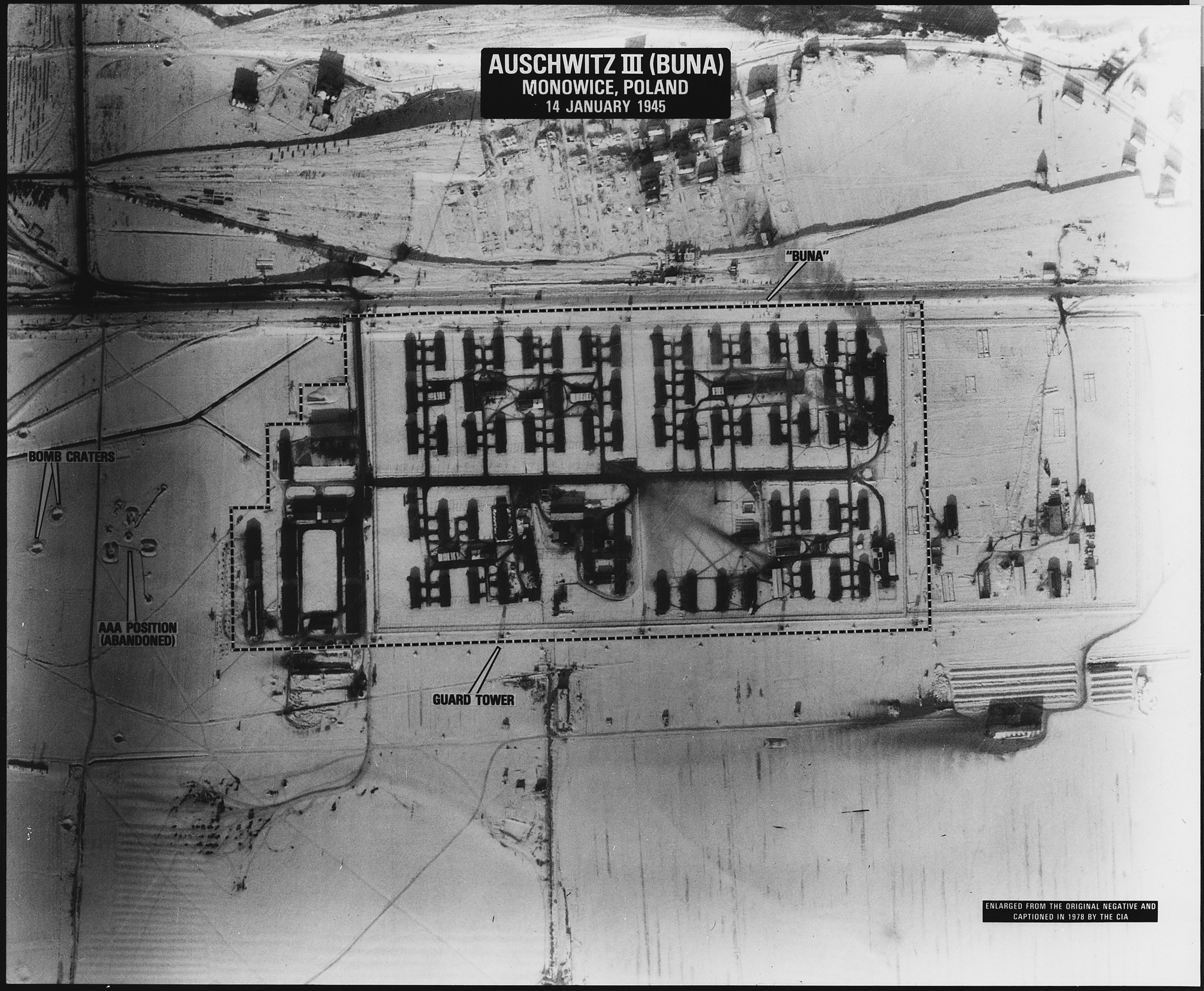
Luftaufnahme des Lagers Buna, 14. Januar 1945

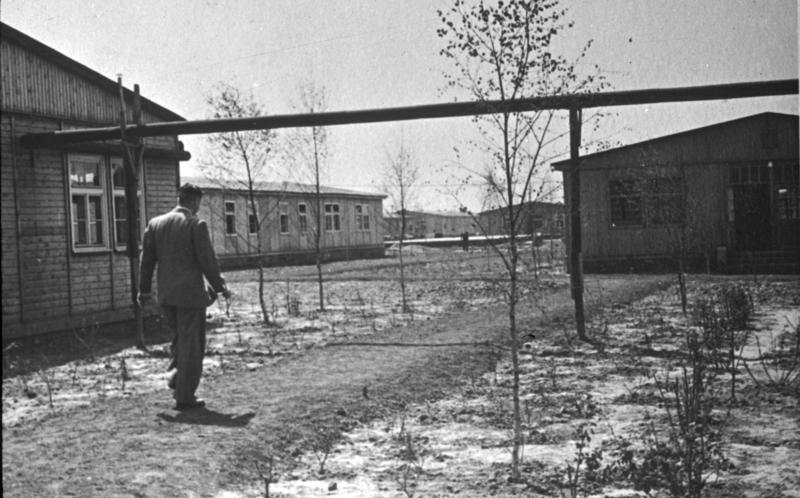
Barackenlager der I.G. Farbenwerke Auschwitz, 1941, Bundesarchiv

Anfang 1942 wurden schließlich fünf Millionen Reichsmark für ein eigenes Lager für die Häftlinge investiert. Ausschlaggebend waren zunächst Transportprobleme. Die Häftlinge mussten die Strecke zwischen Baustelle und dem sechs Kilometer entfernten Stammlager Auschwitz meist in stundenlangem Fußmarsch zurücklegen. Als infolge einer ersten Lagersperre im Stammlager, die im Juli 1942 wegen einer Fleckfieber-Epidemie angeordnet wurde, die Zwangsarbeiter ausblieben, verstärkte man die Bemühungen und eröffnete am 28. Oktober 1942 das sogenannte „Lager Buna“ mit 600 Häftlingen. Zu diesem Zeitpunkt belief sich die gesamte Baubelegschaft auf rund 20.500 Personen.

### Größe
Das Lager Buna hatte eine Ausdehnung von 500 m Länge und 270 m Breite und war von einem dreifach gegliederten Zaun und zwölf Wachtürmen umgeben. Zunächst gab es sechs RAD-Baracken, die ursprünglich je 55 Zivilarbeiter aufnehmen sollten. Diese Baracken wurden bald mit 190, später sogar mit durchschnittlich 250 Häftlingen belegt. Bis zum Frühjahr 1943 wurden 20 Baracken aufgestellt, von denen anfangs 14 als Wohnunterkünfte für 3.800 Häftlinge dienten. Ende 1943 gab es im Lager 7000 Zwangsarbeiter. Da der weitere Ausbau nicht Schritt hielt, wurden im Sommer 1944 zwei große Zelte für 700 Häftlinge aufgestellt. Vor dem Winter fand eine Selektion statt, da die Zelte zu kalt gewesen wären und nicht genug Platz in den Baracken war. Im Juli 1944 wurde die Lagerstärke mit einem Höchststand von 11.000 männlichen überwiegend jüdischen Zwangsarbeitern festgestellt.

### Verwaltung und Leitung
Das Lager Buna wurde zuerst als Nebenlager des Stammlagers Auschwitz geführt und unterstand dessen Kommandanten. Lagerführer in Buna war SS-Obersturmführer Vinzenz Schöttl, der Arbeitsdienstführer hieß Richard Stolten.
Erst im November 1943 wurde SS-Hauptsturmführer Heinrich Schwarz Kommandant von „Auschwitz III“, dem nun auch alle weiteren 39 Nebenlager mit insgesamt etwa 35.000 Häftlingen unterstanden. Im November 1944 erfolgte auf Befehl des WVHA die nächste Umbenennung: von Konzentrationslager Auschwitz III zum Konzentrationslager Monowitz (bis Kriegsende; KZ A II – Birkenau wurde wieder dem Stammlager zugeordnet).
- Siehe den Artikel/Liste zu den Nebenlagern des KZ Auschwitz, uneinheitlich als Arbeitslager, Außenlager, Zweiglager oder Außenkommando bezeichnet.

### Funktionshäftlinge
Wichtige Positionen im Lager und in den Arbeitskommandos wurden überwiegend mit reichsdeutschen „BV-Häftlingen“ besetzt, die als kriminelle „Berufsverbrecher“ galten. Die Funktionshäftlinge hatten im Lager für den reibungslosen Ablauf des Alltags zu sorgen und die von der SS gesetzten Regeln zu überwachen. Ihre Mitwirkung war für das Wachpersonal unverzichtbar; die Funktionshäftlinge und Kapos waren von der Arbeitspflicht befreit und bevorzugt bei der Verpflegung und Unterkunft. Ihre Überlebenschance war ungleich größer als die ihrer Mithäftlinge, solange sie ihre Aufgabe zur Zufriedenheit erledigten und das Arbeitssoll ihrer Kolonne erfüllt wurde.
Die Mehrzahl der Kapos trieb die entkräfteten Mithäftlinge brutal zur Arbeit an.  Sie waren zwar nicht Urheber, aber Vollstrecker eines Systems, das Gewalttätigkeiten und den Tod eines Zwangsarbeiters billigend in Kauf nahm.
Durch den raschen Anstieg der Belegungszahl und den Sprachwirrwarr wurden im Lager bald mehr Funktionshäftlinge benötigt. Reichsdeutsche Kommunisten und polnische Nationalisten konnten viele Funktionen besetzen. Strittig blieb im Krakauer Auschwitzprozess, ob sich dies zum Vorteil für die meist jüdischen Mithäftlinge oder allein auf die ihnen politisch nahestehende Gruppe ausgewirkt habe.

### Existenzbedingungen der Häftlinge
Der Alltag der Häftlinge war bestimmt durch körperliche Schwerstarbeit bei unzureichender Kleidung, Ernährung und Unterbringung, wobei die Arbeitssklaven überdies den Übergriffen von Kapos und Wachmannschaften ausgesetzt waren.
Im Sommer begann der Arbeitstag für die Häftlinge um fünf Uhr mit dem Wecken. Waschen, Anziehen, Frühstück – alles musste in rasender Eile geschehen. Nach einem Zählappell marschierten die ersten Arbeitskolonnen um sieben Uhr ab. Um zwölf Uhr begann die einstündige Mittagspause; um sechs Uhr endete die Arbeit.
Regulär verfügte eine Baracke über 168 Schlafplätze in zwei- oder dreistöckigen Hochbetten. Meist mussten sich zwei Häftlinge eine Bettstelle teilen. Es gab weder Bettwäsche noch einfache Decken, so dass die Häftlinge auf den blanken Pritschen oder auf faulendem Stroh schlafen mussten. Die Baracken waren Gemeinschaftsunterkünfte, so dass es keine Privatsphäre gab.

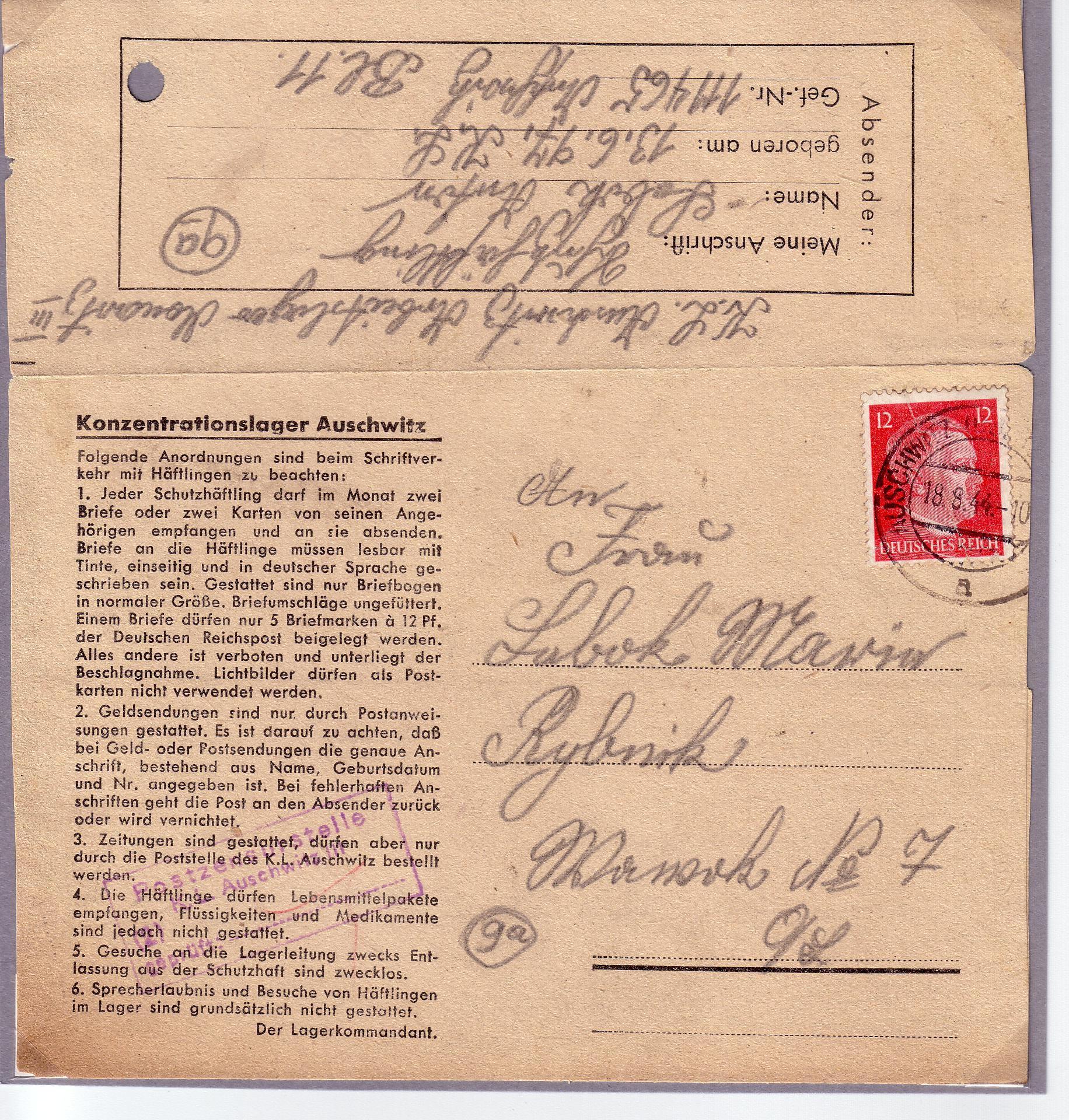
Vordruckbrief eines Häftlings des KZ Auschwitz-Monowitz (1944)

Die Häftlinge waren in verschiedene „Arbeitskommandos“ eingeteilt. Etwa zwei Drittel der Häftlinge mussten einfache Hilfsarbeiten und schwerste körperliche Arbeit auf Baustellen, beim Straßenbau, bei Erdarbeiten oder beim Transport von Lasten verrichten. Auch bei Regen und strengem Frost wurde draußen weitergearbeitet. Laut einer Anordnung des Reichsführers SS Heinrich Himmler war die Arbeitszeit in den Konzentrationslagern auf mindestens 11 Stunden festgelegt worden.
Die Bekleidung der Häftlinge war völlig unzureichend. KZ-Häftlinge besaßen in der Regel nur eine einzige Montur aus dünnem Drillich-Stoff. Die dünne Häftlingskleidung schützte nicht vor Nässe und Kälte. Es mangelte an geeignetem und passendem Schuhwerk, so dass es zum Beispiel durch scharfe Kanten oder drückende Nähte häufig zu Fußverletzungen und Phlegmonen an den Füßen kam.
Die Ernährung war völlig unzureichend. Ab Februar 1943 erhielten die auf der Baustelle eingesetzten Häftlinge vom Betrieb zusätzlich eine dünne Gemüsesuppe. Theoretisch erhielten die Häftlinge „Frischgemüse“; dieses bestand aber aus minderwertigem, zum Teil ungeputztem, holzigem oder verdorbenem Gemüse. Fleisch- und Wurstwaren, Milch und Käse gab es so gut wie nie. Die tägliche Essensration dürfte weniger als 1600 kcal enthalten haben. Bei schwerer körperlicher Arbeit verloren die Häftlinge etwa zwei Kilogramm Körpergewicht pro Woche. Nach drei bis vier Monaten waren die Häftlinge ausgezehrt. Ein längeres Überleben war nur in einem „Arbeitskommando“ möglich, in dem leichtere körperliche Arbeit verrichtet wurde.
Die Schriftsteller Primo Levi und Elie Wiesel, die beide das Lager überlebten, haben in ihren Büchern den Alltag detailliert beschrieben.

### Selektionen und Sterberate
Von knapp 4000 Häftlingen, die um die Jahreswende 1942/1943 im Lager waren, lebten im Februar 1943 nur noch 2000. Die Werksleitung drängte auf eine bessere ärztliche Versorgung, weigerte sich jedoch, Mittel für eine bessere Ausstattung des Häftlingskrankenbaus zuzuschießen. Vielmehr drang sie darauf, die Lohnfortzahlung für kranke Zwangsarbeiter auf drei Wochen zu begrenzen und nur für einen Krankenstand von höchstens fünf Prozent zu leisten. In der Folge wurden bei regelmäßigen Selektionen bis zum Oktober 1944 nachweislich 7.295 arbeitsunfähige Zwangsarbeiter „nach Auschwitz“ zurückgeschickt, von denen viele in den Gaskammern endeten.
In der Literatur wird allgemein die Zahl von 20.000 bis 25.000 Häftlingen angenommen, die im Lager selbst oder als Arbeitsunfähige selektiert im KZ Auschwitz-Birkenau ihr Leben ließen.

## Luftaufnahmen / Bombardierung
1978 wurde enthüllt, dass die Alliierten Luftaufnahmen von Auschwitz gemacht hatten. Nach Verzögerungen wurde Monowitz am 20. August und am 13. September 1944 bombardiert.

## Befreiung
Schon Ende 1944 plante eine deutsche Widerstandsgruppe innerhalb der deutschen Wehrmacht unter Leitung von Hans Schnitzler, bei einer Annäherung sowjetischer Truppen einen Massenausbruch von Häftlingen des KZ Auschwitz III Monowitz zu ermöglichen. Hierzu sollten mit 24 Geschützen Kaliber 8,8 rund 1000 Granaten auf die SS-Baracken und ausgewählte Wachtürme gefeuert werden. Des Weiteren sollte eine große Bresche in die Lagerumzäunung geschossen werden.
Der Plan kam nicht zur Ausführung, da die Lagerhäftlinge zu jener Zeit zunehmend ins Reichsinnere evakuiert wurden. Die Todesmärsche konnten aus der Stellung deutlich beobachtet werden.
Am 18. Januar 1945 wurde das Lager „evakuiert“. Diejenigen Häftlinge, die laufen konnten, wurden auf Todesmärsche in weiter westlich gelegene Lager geschickt. Am 27. Januar 1945 wurde das Lager von der Roten Armee befreit; etwa 650 Häftlinge wurden vorgefunden.

## Strafrechtliche Ahndung

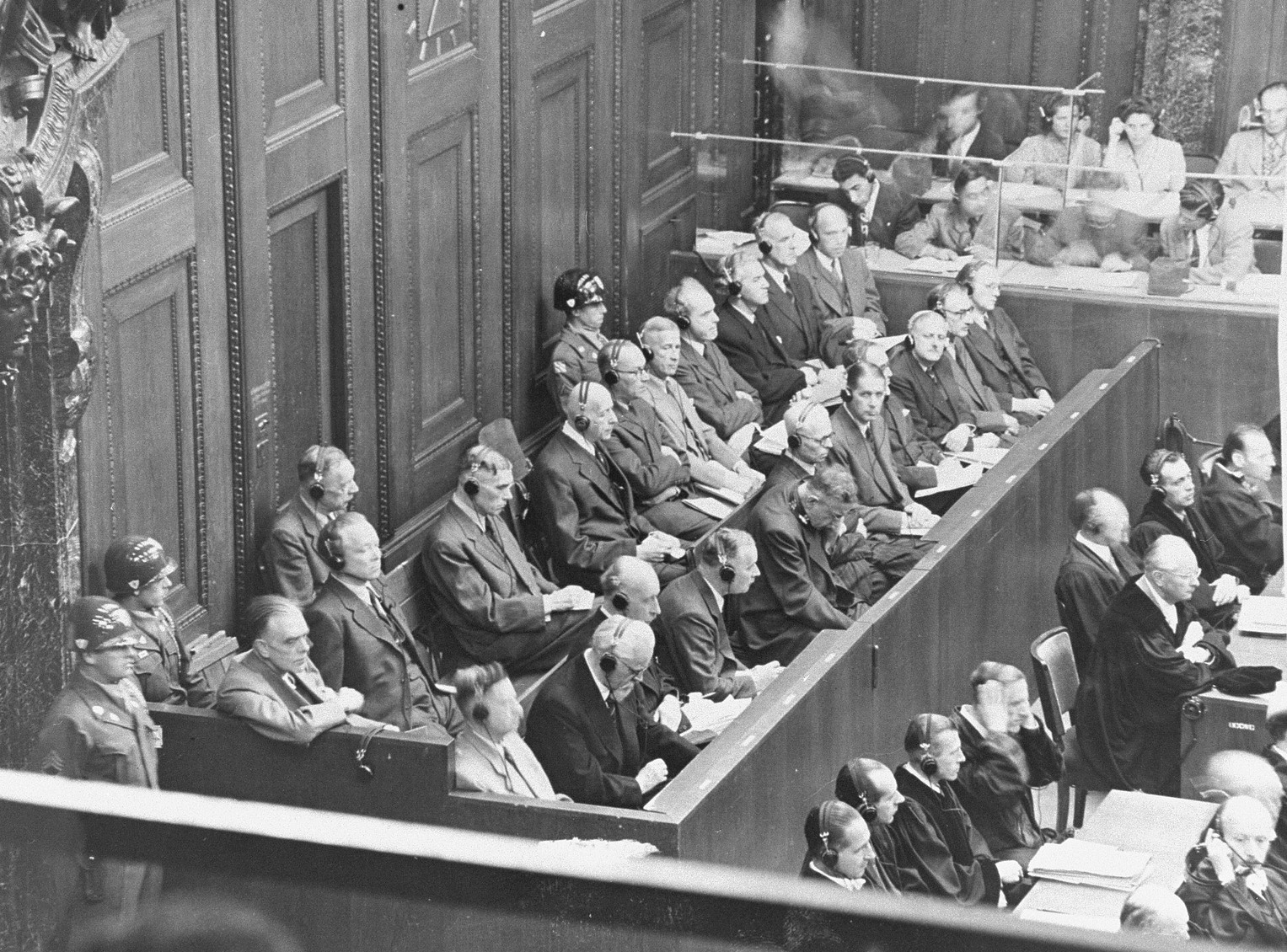
Angeklagte, I.G.-Farben-Prozess, 27. August 1947

Im I.G.-Farben-Prozess vom 14. August 1947 bis zum 30. Juli 1948 standen über zwanzig Manager vor Gericht. Anklagepunkt 1 war „Verbrechen gegen den Frieden“, nämlich Planung und Verschwörung zu einem Angriffskrieg. Punkt 2 war „Plünderung“ von privatem und öffentlichem Eigentum. Beteiligung an „Versklavung und Massenmord“ war als Anklagepunkt 3 aufgeführt. Der 4. Punkt betraf Manager, die als SS-Angehörige einer „verbrecherischen Organisation“ angehört hatten. Wegen ihrer Verantwortung für den Einsatz von Konzentrationslagerhäftlingen wurden die zuständigen Vorstandsmitglieder Otto Ambros und Heinrich Bütefisch, der Betriebsführer Walter Dürrfeld und die Vorsitzenden Fritz ter Meer und Carl Krauch zu Haftstrafen zwischen fünf und acht Jahren verurteilt. Sie wurden vorzeitig aus der Haft entlassen und nahmen später wieder einflussreiche Positionen in der Wirtschaft ein. Weitere acht Personen wurden wegen „Plünderung“ zu Haftstrafen zwischen eineinhalb und fünf Jahren verurteilt, zehn Angeklagte wurden freigesprochen.
SS-Hauptsturmführer Heinrich Schwarz war in den Jahren 1943–1945 unter anderem Kommandant des Konzentrationslagers Auschwitz III Monowitz. Nach dem Krieg wurde er vor ein französisches Militärtribunal in einem Prozess gegen das Personal des Konzentrationslagers Natzweiler gestellt. Er wurde zum Tode verurteilt und hingerichtet.
Weitere Täter wurden im Krakauer Auschwitzprozess von 1947, in zwei Frankfurter Auschwitzprozessen zwischen 1963 und 1966 sowie vier Nachfolgeprozessen in den 1970er-Jahren verurteilt. Einzelne Verantwortliche oder Täter wie Carl Clauberg, Adolf Eichmann, Irma Grese, Friedrich Hartjenstein, Josef Kramer standen andernorts vor Gericht.

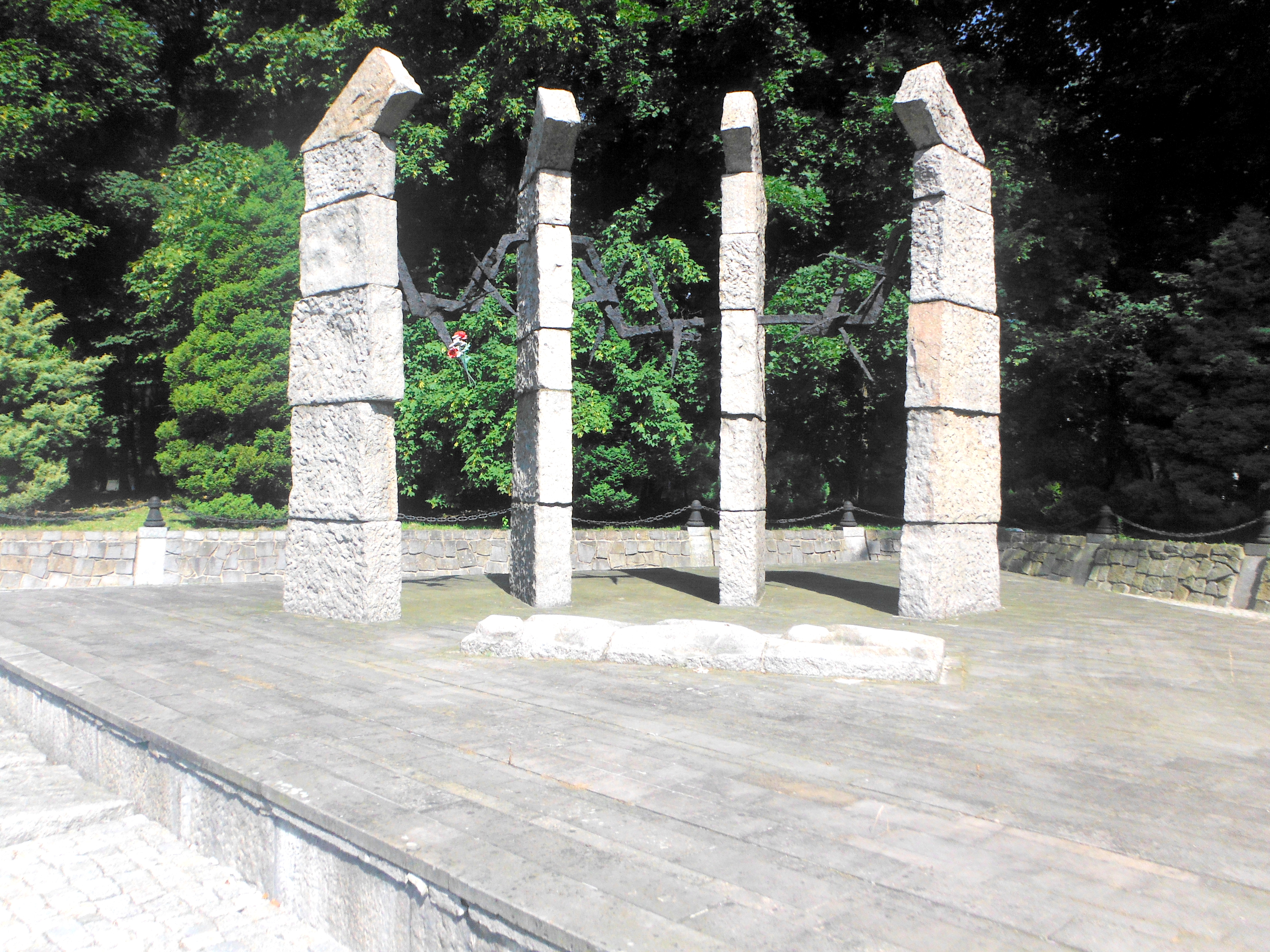
Denkmal für die Opfer der Zwangsarbeit im KZ Monowitz

## Nachkriegsgeschichte
Bei der überhasteten Flucht wurden die fast fertiggestellten Chemieanlagen nicht zerstört. Das Treibstoffwerk beschlagnahmte die Sowjetunion als deutsches Auslandsvermögen. Anschließend wurde es vollständig demontiert und zusammen mit ebenfalls konfiszierten Teilen des BRABAG-Werkes Magdeburg sowie den Hydrierwerken Pölitz von deutschen Kriegsgefangenen in Woronesch neu aufgebaut. Das Kautschuk-Werk („Buna IV“) ging in polnischen Besitz über und nahm mit der Bezeichnung Fabryka Paliw Syntetycznych w Dworach im Jahr 1948 die Produktion erster chemischer Produkte auf. Den Wert der Werke einschließlich aller Nebenanlagen bezifferte die I.G. Farben im Jahre 1950 auf 800 bis 900 Millionen Reichsmark.
Vom Buna-Konzentrationslager sind nur Reste gemauerter Schornsteine erhalten, die sich heute auf Privatgelände befinden und abgerissen werden sollen. Westlich der Haupteinfahrt zum Betrieb steht ein Denkmal für die Opfer des Zwangsarbeitslagers.

## Wissenschaftliche Diskussion über die Standortwahl und die Ausbeutung der Häftlinge
Umstritten ist die Frage, weshalb die I.G. Farben ein Werk in Auschwitz baute. Bernd Wagner wertet den Standort des vierten Buna-Werkes in Schlesien als Zugeständnis an die Wünsche der Reichsregierung; bevorzugt hätte die I.G. eine Erweiterung der drei anderen Werke; eine gewinnorientierte Entscheidung sei dies nicht gewesen. Unterschiedlich gewichtet wird die Nachbarschaft des Konzentrationslagers für die Entscheidung des Standortes: Während Gottfried Plumpe und Peter Hayes diesen Faktor gering einschätzen, halten andere die Verfügbarkeit von Arbeitskräften aus dem Konzentrationslager für einen wesentlichen Grund. Nicht um billige Sklavenarbeit sei es jedoch gegangen; bevorzugt hätte die I.G. Farben deutsche Arbeitskräfte, die aber nicht in ausreichender Zahl zur Verfügung standen.
Bernd Wagner stellt fest, dass die durchschnittliche Arbeitsleistung der Häftlinge erheblich unter der eines „normalen Arbeiters“ mit guter Ernährung und Schutzkleidung gelegen habe, und kommt zum überraschenden Schluss, dass der Einsatz von Konzentrationslagerhäftlingen „nicht rentabel“ war: „So perfide diese Kooperation von IG und SS war, so wenig zahlte sie sich finanziell für das Werk aus.“
In der Darstellung Gottfried Plumpes wird den Verantwortlichen lediglich ein fahrlässiges Verhalten vorgehalten. Karl Heinz Roth hingegen wirft der Konzernleitung vor, eine wirtschaftliche Vormachtstellung erstrebt und dabei jede Rücksichtnahme außer Acht gelassen zu haben.
Obwohl die Betriebsführung durch die Beschränkung der Krankenpflege und mangelnde Arbeitskleidung über lebensentscheidende Verhältnisse entschied, brauchten die leitenden Manager sich nicht selbst „die Hände schmutzig“ zu machen: „Die inneren Angelegenheiten lagen ganz in den Händen der SS, so dass die Mitarbeiter der IG nicht unmittelbar mit den Folgen ihrer Anweisungen und Beschwerden konfrontiert waren.“ 

## Gedenken und Erforschung
Das Staatliche Auschwitz Museum (polnisch: Państwowe Muzeum Auschwitz-Birkenau) in Oświęcim ist die polnische Gedenkstätte für den gesamten deutschen Lagerkomplex Auschwitz (1939–45) bei Kraków / deutsch: Krakau. Es ist zugleich ein Forschungsinstitut und ein internationaler Begegnungsort insbesondere für Jugendliche. Dort wird auch der Zusammenhang der anderen Lager mit dem Arbeitslager Monowitz, insbesondere dem Industriekomplex der I.G. Farben, verdeutlicht.
Der 27. Januar, der Tag der Befreiung des KZ Auschwitz durch die Rote Armee, ist seit 1996 in Deutschland offizieller Gedenktag für die Opfer des Nationalsozialismus. Der Gedenktag wird außer in Deutschland unter anderem auch in Israel, Großbritannien und Italien offiziell als staatlicher Gedenktag begangen.

### Dokumentarfilm
- Auschwitz – Das Projekt (Frankreich, 2017, 57 Min, Regie E. Weiss, deutsche und frz. Fassungen) – ein Überblick über den räumlichen Ausbau der KZ-Auschwitz-Bauten von 1940 bis 1945 (Musterstadt und das Netz von Konzentrationslagern und Zwangsarbeits-Stätten in Industrie und Landwirtschaft) in der besetzten Region westlich von Krakau mittels Luftbildaufnahmen in der Gegenwart.

## Literatur

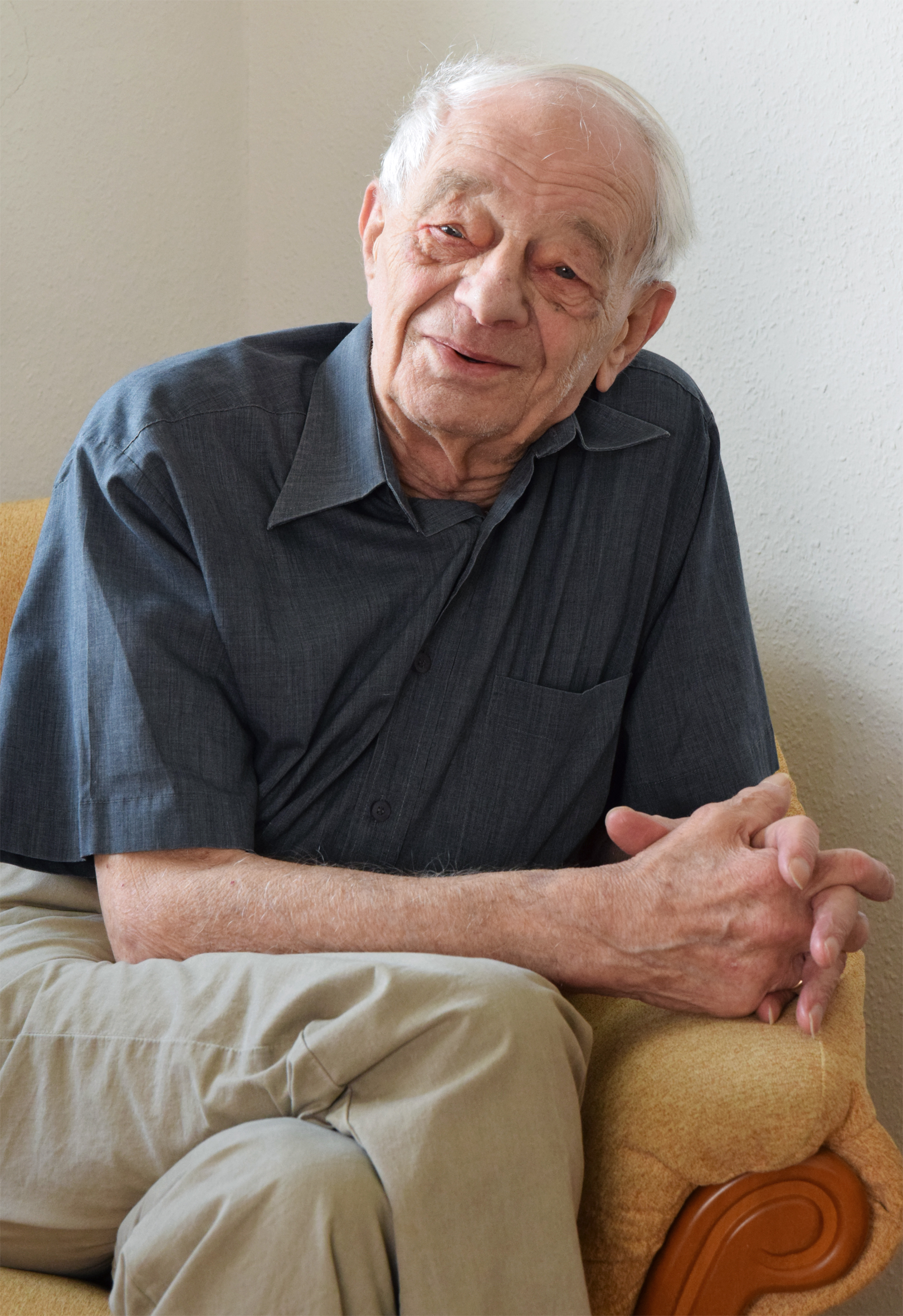
Der Zeitzeuge Justin Sonder († 3. November 2020), war einer der Überlebenden von Auschwitz und Monowitz